# Shéhérazade Semsar de Boisséson
Shéhérazade Semsar-de Boisséson, née le 27 décembre 1968 à Téhéran, est une femme d'affaires franco-iranienne. 
Elle est PDG de McCourt Global depuis janvier 2023.

## Biographie

### Famille et formation
Shéhérazade Semsar naît le 27 décembre 1968 à Téhéran du mariage de Mehdi Semsar (1929-2003), journaliste et rédacteur en chef de Kayhan, et de Guity Elahi, fondatrice de l'Omid Journalism Award.
Ancienne élève de l'université de Georgetown, elle obtient sa licence et sa maîtrise en 1990, à l'âge de 21 ans,,.
De son mariage avec Laurent Barbara de Labelotterie de Boisséson sont nés trois enfants : Inès, Louise et Cyrus.

### Carrière professionnelle
Shéhérazade Semsar commence sa carrière chez Ciba-Geigy en 1990.
En 1993, elle fonde « Development Institute International » (DII), qui devient l'un des principaux fournisseurs de conférences en France,. 
En 2013, elle rachète European Voice au groupe The Economist. En tant qu'éditrice et propriétaire d'European Voice, elle relance son site web et crée de nouveaux services. En décembre 2014, Politico et Axel Springer acquièrent European Voice et DII et elle devient PDG de Politico Europe en janvier 2015,,.  En juin 2021, Shéhérazade Semsar-de Boisséson quitte, à sa demande, son poste de PDG de Politico Europe et rejoint le conseil consultatif de la publication. En novembre 2021, elle devient la première directrice exécutive du McCourt Institute, un partenariat académique entre la McCourt School of Public Policy de Georgetown University et Sciences Po en France,,.
En janvier 2023, elle devient PDG de McCourt Global, une entreprise familiale privée appartenant à Frank McCourt qui a des intérêts commerciaux dans l'immobilier, le sport, les médias, la finance et la technologie.

## Autres activités
Shéhérazade Semsar-de Boisséson a siègé au conseil d'administration de l’université de Georgetown de 2013 à 2019,.Elle a également été membre du conseil d'administration de la Fondation franco-américaine à Paris.
Depuis 2014, elle siège au conseil consultatif de Georgetown Institute for Women, Peace and Security (GIWPS) et a intégré le conseil facultatif du School of Foreign Service et McCourt School of Public Policy à l’université de Georgetown. Elle est également la présidente du conseil d’administration du Abdorrahman Boroumand Center for Iran Rights et de My Stealthy Freedom. 
Elle est membre du conseil de surveillance de l'équipe de football de l'Olympique de Marseille depuis mars 2022.